# 閉門恐慌

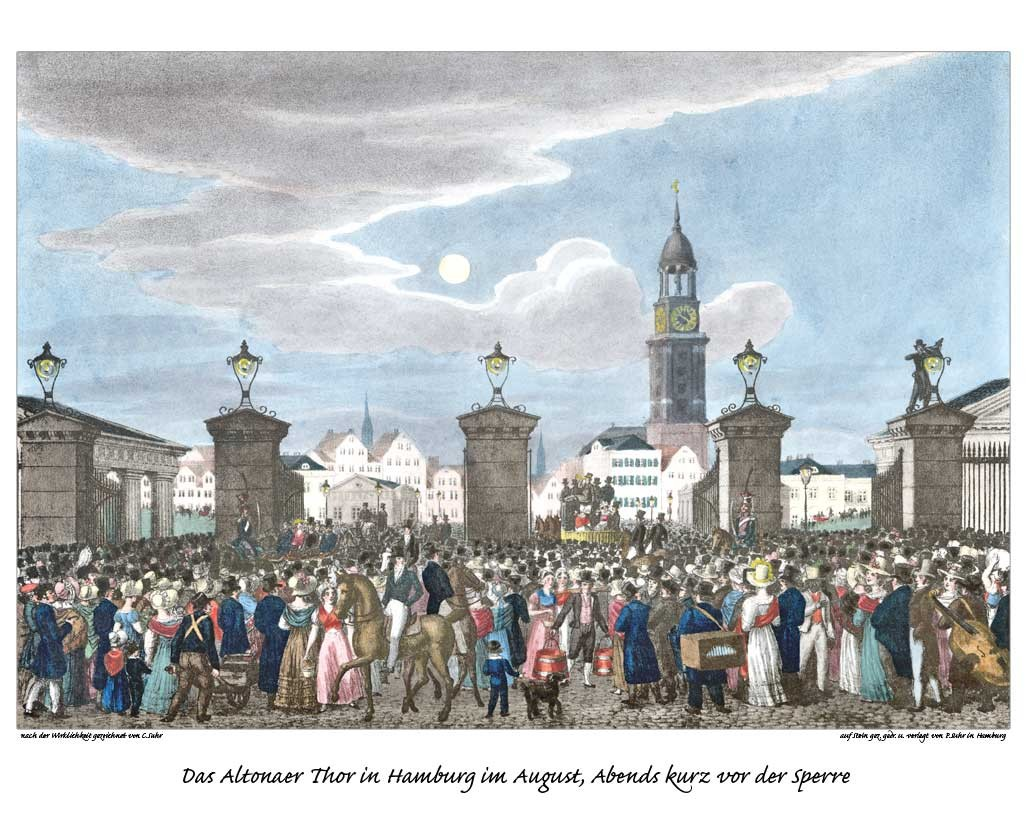
傍晚趕著從米勒門進漢堡市的人群，Gebrüder Suhr，1820年，版畫

閉門恐慌是錯失恐懼的一種，指因機會逐漸消失，害怕沒把握機會，而造成的恐慌或焦慮。例如因年記增長而失去生育的機會，或是中年危機。
閉門恐慌這個概念的由來可以追溯到中世紀歐洲，當時的城門會在晚上關閉，來不及進門的人就必須冒著被攻擊的風險在門外過夜，或是繳費才能進城。這樣的規矩至少持續到19世記，例如漢堡執行到1860年，呂北克執行到1864年。閉門引發的恐慌可以1808年的一篇漢堡的報導中看見：
昨天晚上漢堡關門引發生衝突，當時天氣仍很好，卻有上千人被關在門外。群眾向荷蘭軍人丟石頭，軍人先開槍示警，之後向民眾開槍，造成數人死亡、多人受傷。此事可能造成了集體恐慌。
時代雜誌曾以閉門恐慌來描述柏林圍牆的興建，稱東德當局為了阻止人民逃至西德而採取各種手段，反而造人民造成更強烈的閉門恐慌：
上週一場奇怪而嚴重疾病影響了共產東德，幾乎成了大傳染病。這個病叫作，意思是對關門感到恐懼。東德領導者各種阻止難民進入西方的手段似乎都反而讓它更嚴重。副總理維利·斯多夫宣佈新的阻止難民秘密計畫當天——據稱是因為工人代表的要求——有1532位東德人跨過國界進入西德的馬林費爾德難民營。